# Campamento Isla Isabel (Nayarit)
El Campamento Isla Isabel es una localidad ubicada en la Isla Isabel, en el Océano Pacífico mexicano, frente a las costas del Estado de Nayarit, al cual pertenece.

## Demografía
El Campamento Isla Isabel está habitado por un grupo de científicos mexicanos y de origen extranjero que oscila entre los 4 a 10 individuos de manera permanente, así como por pescadores que duran hasta tres meses pescando en las aguas adyacentes.

## Turismo
El turismo es de origen mexicano en un 50% y extranjero en otro 50%, por lo general éstos son estadounidenses, canadienses e ingleses.